# Lijst van burgemeesters van Bolsward
Dit is een lijst van burgemeesters van de voormalige Nederlandse gemeente Bolsward in de provincie Friesland die per 1 januari 2011 is opgegaan in de nieuwe gemeente Súdwest-Fryslân.
| Ambtsperiode | Naam burgemeester                | Partij of stroming | Bijzonderheden                                                   |
| ------------ | -------------------------------- | ------------------ | ---------------------------------------------------------------- |
| 1819         | Petrus de Kok                    |                    | Burgemeester Bron: Provinciaal Archief Toeg. 11 Invt.nr. 6683/13 |
| 18?? - 1827  | Johannes Haitsma                 |                    |                                                                  |
| 1827 - 1848  | Thomas Hoeksma                   |                    |                                                                  |
| 1848 - 1859  | mr. Johannes Haitsma Mulier      |                    |                                                                  |
| 1859 - 1871  | Hendricus Michiel Ament          |                    |                                                                  |
| 1871 - 1884  | M.A. Jentink                     |                    |                                                                  |
| 1884 - 1898  | Pieter Peereboom                 |                    |                                                                  |
| 1898 - 1910  | Cyprianus Johannes van der Veen  |                    | vh. burgemeester van Sloten en van Utingeradeel                  |
| 1910 - 1919  | M. Oberman                       | ARP                |                                                                  |
| 1919 - 1921  | mr. Bernard Maria Berger         | RKSP               | later burgemeester van Venlo                                     |
| 1921 - 1939  | S.J. Praamsma                    |                    |                                                                  |
| 1940 - 1945  | S.W. de Jong                     | RKSP               |                                                                  |
| 1945 - 1946  | Sybren van Tuinen                | ARP                | waarnemend                                                       |
| 1946 - 1957  | J.G.S. Bruinsma                  | KVP                | later burgemeester van Beverwijk                                 |
| 1957 - 1966  | Jacques (J.A.) Geukers           | KVP                | later burgemeester van Helmond                                   |
| 1966 - 1984  | Johan (J.M.A.) Mulder            | KVP/CDA            |                                                                  |
| 1984 - 1993  | Ties (T.) Elzenga                | CDA                | later burgemeester van Naaldwijk en van Veenendaal               |
| 1993 - 2001  | Allard (A.J.) Schuilenga         | CDA                |                                                                  |
| 2001 - 2003  | Marten (M.F.) Koopmans           | CDA                | waarnemend                                                       |
| 2003 - 2010  | Willemien (W.Chr.) Vroegindeweij | CDA                | Bolsward in 1-1-2011 opgegaan in gem. Súdwest-Fryslân            |